# Phomopsis silenes
Phomopsis silenes är en svampart som beskrevs av D. Hawksw. & Punith. 1975. Phomopsis silenes ingår i släktet Phomopsis och familjen Diaporthaceae.   Inga underarter finns listade i Catalogue of Life.